# Лазар Паяков
Лазар Станчев Паяков (Лазар Цонев Ненов) е български учител и политик от Народнолибералната партия. От 1903 до 1908 година е министър на финансите.

## Биография
Лазар Паяков е роден в Габрово през 1860 година в семейството на учителя Цоню Ненов и Нацка Паякова, сестра на известния габровски търговец Станчо Паяков. Вуйчото вижда способностите на племенника си и го осиновява, за да му даде подходящо образование. Станчо Паяков има още трима сина – Георги, Иван и Цоню, а също и три дъщери – Донка, Ганка и Велика. Всичките му деца получават високо за времето си образование, като Лазар Паяков завършва Роберт колеж в Цариград през 1878 година и Висшето търговско училище (École des hautes études commerciales) в Париж през 1883 година. Георги Паяков учи медицина в Москва и специализира в Париж (известен е като първия български психиатър, ръководил психиатричната болница в Ловеч), Цоню Паяков – технически науки (според други източници Висшето търговско училище) в Санкт Петербург, а Иван Паяков завършва Априловската гимназия и поема работата на баща си в Габрово.
След дипломирането си през 1884 година Лазар Паяков става учител в Солунската българска мъжка гимназия, където остава до 1886 година. Ето какво пише за него Царевна Миладинова, по това време учителка в Солунската българска девическа гимназия:
| „                              | Лазар Паяков бе от Габрово. Като западноевропейски възпитаник той носеше в себе си значителен финес в обноските с околните. Освен своя финес Паяков притежаваше качеството на роден администратор. Той реорганизира мъжката гимназия. Пресъздаде нейните кабинети, физически и химически. Изписа нова многотомна литература за гимназиалната библиотека. През негово време бидоха уредени съвместни граждански, учителски и ученически излети до Гевгели, до Воден и пр. Специални увеселителни влакове, пълни със солуняни-българи, бяха тържествено и с арки посрещани от ентусиазираните провинциални български градове на македонската провинция. | “ |
| Миладинова-Алексиева, Царевна. | |   |

През 1887 година Паяков става учител и директор на основаната малко по-рано от братя Ценови Търговска гимназия в Свищов. Там през 1888 година започва да издава списание „Промишленост“ – първото българско икономическо списание. В Свищов Лазар Паяков среща и съпругата си Райна Константинова, братовчедка на писателят и политик Алеко Константинов. Остава в града до 1893 година, след което се преселва във Варна, където се занимава с търговска дейност, а от 1895 до 1902 година е председател на Варненската търговско-индустриална камара. През този период Паяков ръководи варненския клон на свързаната с Народнолибералната партия банка „Гирдап“. В 1899 – 1900 година е директор на Солунската гимназия.
През 1903 година става министър на финансите в кабинета на Рачо Петров, а след това и в кабинетите на Димитър Петков, Димитър Станчов и Петър Гудев. През 1907 година за кратко е временно управляващ Министерството на народното просвещение. За времето, през което Паяков е финансов министър, са сключени няколко външни държавни заема (през 1903, 1905 и 1907 година), които играят важна роля за стопанския подем в предвоенното десетилетие, а част от тях е използвана за въоръжаване на българската армия. В 1907 година като финансов министър заедно с Никола Генадиев е против закриването на университета след освиркването на княз Фердинанд в Народния театър.
Проведена през 1910 година парламентарна анкета установява, че Лазар Паяков използва пребиваването си в правителството за лично облагодетелстване, като прилага разнообразни корупционни практики. Към август 1903 година търговското дружество „Паяков и Вълов“ има необслужвани задължения към Българска народна банка от 12 хиляди лева, които веднага след това са разсрочени, а до 1908 година са изплатени. Фирмата има и дълг от над 150 хиляди лева към Българска търговска банка, но през 1904 – 1905 година делът на Паяков е изкупен и опростен, частично от „Гирдап“, частично от самата Търговска банка. С тези и други подобни операции за по-малко от 5 години той изплаща дълг за над 200 хиляди лева при годишна заплата 12 хиляди лева, без да се вземат предвид новопридобитите активи.
Сключените от Лазар Паяков споразумения за външните заеми, най-вече за този от 1907 година, предизвикват силни критики и съмнения в корупция. При преговорите с френската банка Париба, основният партньор на държавата при емисията, той прави редица отстъпки, които облагодетелстват самата банка и френския оръжеен доставчик Шнайдер. Значителна част от заема е оставена по нисколихвени сметки в Париба, като общите загуби за българското правителство се оценяват на 1 милион франка. Анкетната комисия установява и множество нарушения при търгове за държавни доставки, включително добре документиран случай на предназначени за Паяков подкупи по сделка с гербова хартия.
След падането на правителството на Петър Гудев на 16 януари 1908 година Народнолибералната партия остава в опозиция. По време на своя реч в Народното събрание, защитавайки се от обвиненията в корупция, Паяков получава сърдечен удар и умира на 10 август 1910 година. Според пресата от онова време, получава сърдечен удар в сградата на Народното събрание, когато квесторът го поканва да се яви пред събранието. Смъртта му е отразена в много европейски вестници от това време.